# 带舌目
带舌目（學名：Taenioglossa，taenio-意思为带状），亦作紐舌目或扭舌目，是腹足綱軟體動物過往的一個根据齿舌的解剖学特征而區分物種的目級分類，與每行只具有1-3个齿的狭舌目（Stenoglossa，stena-意思为狭窄）相對。
在這之前，本目物種是Mörch在1865年發表的單心耳目的一個部份。本分類在1925年由约翰尼斯·提艾利（Johannes Thiele）所提議的中腹足目所取代，現已不再使用。
齐钟彥認為現時「带舌目」可視為中腹足目的異名；但大英百科全書則認為應被視為後生腹足下綱的異名。
而時腹足綱物種當中具有紐舌型/扭舌型的物種，多為於原中腹足目之雜食或肉食物種。

## 參看
- 中腹足目
- 主扭舌目